# Digital Devil Story: Megami Tensei
Digital Devil Story: Megami Tensei, es el primer juego de la saga de videojuegos de rol, Megami Tensei. Basado en una trilogía de novelas científicas de fantasía del autor japonés Aya Nishitani. Fue desarrollado por Atlus y publicado por Namco en 1987 para Famicom. Telenet Japan desarrolló y publicó una versión para computadoras personales con la ayuda de Atlus durante el mismo año.
La historia se centra en unos estudiantes de secundaria, Akemi Nakajima y Yumiko Shirasagi, que luchan contra las fuerzas de Lucifer; las cuales fueron desatadas por un programa informático que invoca demonios, creado por Nakajima. La versión de Famicom, presenta exploración de mazmorras en primera persona, batallas por turnos y un sistema de negociación con demonios, mientras que para las versiones de hechas por Telenet se centra en recorrer un laberinto hostil con Nakajima, basado en un sistema de combate en tiempo real.
El desarrollo de ambas versiones del videojuego comenzó como parte de una expansión multimedia de la serie de libros de Nishitani. El cual estuvo profundamente involucrado con el diseño y los escenarios. La mecánica de juego en la versión de Atlus se basó en la serie Wizardry, pero con un sistema de negociación de demonios considerado revolucionario para la época. La versión de Famicom resultó ser la más popular entre los críticos y los jugadores, lo que llevó al desarrollo de una secuela basada en el estilo de juego de esta versión en 1990, Digital Devil Story: Megami Tensei II. En 1995 se lanzó una versión mejorada de ambos juegos para la Super Nintendo.

## Jugabilidad
La versión Famicom de Digital Devil Story: Megami Tensei es un videojuego de rol tradicional en el que el jugador toma el control de un grupo compuesto por dos humanos y varios demonios. El grupo explora una gran mazmorra utilizando una perspectiva en primera persona. Los personajes humanos usan una variedad de armas y elementos, siendo las armas principales espadas y pistolas. Los elementos, que pueden variar desde elementos curativos hasta diferentes tipos de moneda, se recogen de los enemigos o se encuentran en cofres esparcidos por la mazmorra. Las armas y accesorios se compran en diferentes tiendas que se encuentran dentro de la mazmorra. El progreso se guarda mediante un sistema de contraseña.
Las batallas son por turnos, con encuentros aleatorios mientras se exploran mazmorras. Al final de una batalla exitosa, se obtienen puntos de experiencia, dinero y artículos. Los puntos de experiencia los comparten Nakajima y Yumiko; al obtener suficientes puntos de experiencia, sus niveles aumentan y reciben un punto de habilidad cada uno, que se puede otorgar a uno de los cinco atributos del personaje: fuerza, inteligencia, ataque, destreza y suerte. Durante las batallas, el jugador puede intentar persuadir a los demonios enemigos para que se unan a ellos, a cambio de magnetita, dinero u objetos. El jugador puede mantener siete demonios a la vez, de los cuales se pueden convocar hasta cuatro al mismo tiempo; los demonios convocados ayudan al jugador en batallas con ataques físicos y mágicos, pero invocarlos cuesta dinero y consumen magnetita mientras el jugador camina. Las actitudes de los demonios hacia el jugador se rigen por la fase lunar, que pasa por ocho fases desde nueva hasta llena. Los demonios no suben de nivel; en cambio, el jugador puede crear demonios más fuertes fusionando dos para crear uno nuevo.
La versión para ordenadores personales (PC) es un juego de rol de acción que se juega desde una perspectiva de arriba hacia abajo. Controlando a Nakajima, el jugador explora los niveles laberínticos de una mazmorra poblada por enemigos. El combate se desarrolla en tiempo real, con el protagonista luchando contra demonios usando ataques cuerpo a cuerpo de corto alcance y ataques mágicos a distancia. Cada sección de la mazmorra termina en una batalla con un jefe.

## Sinopsis
La trama se centra en Akemi Nakajima, un inteligente estudiante de secundaria que es la reencarnación de la deidad Izanagi, que desarrolla un programa de computadora que invoca demonios, y en su novia Yumiko Shirasagi, una estudiante transferida y reencarnación de la diosa Izanami.Inicialmente, Nakajima, usa su programa para vengarse de sus torturadores, pero este se sale de control y desata una horda de criaturas malvadas. Dichos seres están comandados por Lucifer, quien resucita a los dioses demoníacos Loki y Set; los cuales habían sido derrotados anteriormente por Nakajima y Yumiko. La pareja viaja a un vasto laberinto subterráneo, donde derrotan a los generales de Lucifer (el Minotauro, Loki, Medusa, Hécate y Set) y al propio Lucifer, cerrándole a los demonios la entrada al mundo.

## Desarrollo
Digital Devil Story: Megami Tensei comenzó como una trilogía de libros de ciencia fantasía escritos por el autor japonés Aya Nishitani. Publicadas por Tokuma Shoten, las novelas fueron un gran éxito en Japón. Nishitani y Tokuma Shoten comenzaron a trabajar para adaptar los libros a una serie multimedia, comenzando con una animación de video original (OVA), que recontaba los eventos de la primera novela, y a la vez produciendo un videojuego relacionado. Inicialmente el título fue propuesto a Nintendo, pero fue rechazado debido a los elementos maduros del libro. La licencia para desarrollar un juego basado en la obra de Nishitani fue adquirida simultáneamente por dos empresas; Atlus, que presentó su solicitud a través de Namco, y Telenet Japón. Las dos empresas estaban dispuestas a trabajar en el mismo proyecto, pero querían diferenciar sus productos. Como Famicom se destacaba por sus títulos de acción y PC por sus juegos de rol tradicionales, las dos compañías decidieron jugar respectivamente en contra de las expectativas de la plataforma. Se crearon dos proyectos de juegos diferentes con la supervisión de Tokuma Shoten bajo el título Digital Devil Story: Megami Tensei; Atlus creó un juego de rol tradicional publicado por Namco, mientras que Telenet creó (con la ayuda de Atlus) un juego de rol de acción que publicó por su cuenta. Las dos versiones se desarrollaron simultáneamente, aunque la versión de Telenet fue la primera en completarse.
La versión de Atlus fue dirigida por Kouji Okada, mientras que los elementos originales en la trama fueron escritos por Kazunari Suzuki. Los sprite y el arte promocional fueron diseñados por Esaki Minoru, mientras que la música fue compuesta por Tsukasa Masuko. Durante las primeras fases, el concepto de juego era casi una copia de la serie Wizardry, atribuido por Suzuki a que sus superiores eran fanáticos de esta. Kazunari insistió en la inclusión de alguna novedad que distintiva. Esto resultó en la creación del sistema de negociación demoníaca. Okada declaró más tarde que la negociación con los demonios se decidió desde una etapa temprana. Hablando más tarde sobre la exploración en primera persona, Okada fue muy crítico, sintiendo que después de todos sus esfuerzos «¡Lo único que nos quedaba después de que todo estuvo dicho y hecho eran muchísimas mazmorras largas y sinuosas!». El espacio de almacenamiento en el cartucho era una preocupación recurrente para el equipo, y Suzuki utilizó trucos de programación no especificados para incluir gráficos de sprites de alta calidad. Debido a las reglas de la industria del juego en ese momento, los equipos y estudios no estaban acreditados o tenían seudónimos, así que Masuko fue acreditado como «Project Satan».
Nishitani estuvo profundamente involucrado en la planificación del juego, aportando sugerencias y consejos para el proyecto. Según Okada, un problema importante durante el desarrollo fue seguir fielmente la trama de la novela debido al espacio limitado de hardware en el cartucho de Famicom, junto con la necesidad de crear una experiencia de juego convincente. Con esto en mente, el equipo seleccionó partes clave de la trama de la novela para incluirlas en el juego y eliminó los elementos no esenciales. Un elemento que no se incluyó fue la cuestionable moralidad del protagonista principal, que era una característica destacada de las novelas. Suzuki comentó más tarde que fue solo porque estaban trabajando con Namco que se lanzó el juego, debido a sus diseños de personajes maduros y el uso intensivo de la religión en la narrativa. El demonio Cerberus, que se convertiría en una característica recurrente en los juegos posteriores de Megami Tensei, era un homenaje a la narrativa de la trilogía de Nishitani, al mismo tiempo que emulaba la tendencia de los juegos a tener una mascota o personaje comercializable.

## Lanzamiento
La versión para PC del juego fue publicada por Telenet Japan para los modelos NEC PC-8801 (mkIISR), MSX2, Sharp X1 y Fujitsu FM77AV entre julio y septiembre de 1987. La versión PC88 fue relanzada el 25 de abril de 2006 por Kadokawa Shoten como parte de una colección de quince juegos para la plataforma.
La versión de Famicom fue publicada por Namco el 11 de septiembre de 1987. Esta versión fue relanzada posteriormente a través de la tienda de Atlus; primero para dispositivos móviles NTT DoCoMo el 26 de febrero de 2004, luego a través de Vodafone live! el 1 de diciembre del mismo año y finalmente para los servicios BREW el 29 de septiembre de 2005. Las versiones móviles, aunque son adaptaciones directas de la versión original, presentaban mejoras gráficas, mapeo automático de mazmorras y la capacidad de guardar en cualquier momento. Está previsto que la versión de Famicom se relance como parte del Namcot Collection Vol. 3 en octubre de 2020 en Japón.
El juego tuvo una adaptación mejorada para Super Nintendo por parte de la desarrolladora japonesa Opera House, combinando el título con su secuela. Para esta versión, los gráficos fueron rehechos, la jugabilidad reajustada y los demonios fueron rediseñados por el entonces ilustrador de la serie Kazuma Kaneko. Hitoshi Sakimoto estuvo a cargo de la música. Fue titulado Kyuuyaku Megami Tensei y lanzado el 31 de marzo de 1995. Esta versión fue relanzada en la Consola Virtual de Wii el 3 de julio de 2012.
Ninguna versión del título salió de Japón. Esto se ha atribuido a la política de Nintendo de censurar las referencias religiosas en los juegos, lo que hizo que las primeras entregas de Megami Tensei no fueran adaptadas para su localización. El 28 de agosto de 2014 se publicó una versión de Kyuuyaku Megami Tensei traducida por fanáticos.

## Recepción
En su reseña, Famitsū comparó la exploración de mazmorras en 3D de la versión de Atlus con la serie Deep Dungeon, los críticos elogiaron su jugabilidad y su entorno inusual. En un artículo sobre el juego de 1991, la revista Family Computer lo llamó un «juego de rol revolucionario», elogiando su jugabilidad y atmósfera a pesar de que el diseño facilita que los jugadores se pierdan. La revista Continue de Ohta Publishing citó su atmósfera oscura y su mecánica como impresionantes, dado el hardware limitado, e innovadoras entre los juegos de rol de la época. Kurt Kalata y Christopher J. Snelgrove de Hardcore Gaming 101 declararon que era «sorprendente la profundidad con la que el juego tiene los elementos de captura y fusión de monstruos», elogiando su mecánica a pesar de la edad y la curva de alta dificultad. En contraste con sus elogios a la versión de NES, se refirieron a la versión de Telenet Japón como un clon pobre de Gauntlet con gráficos de baja calidad. Si bien no hay cifras de ventas específicas disponibles, Okada dijo que el juego fue un éxito comercial, lo que le permitió a Atlus un respiro para considerar hacia dónde llevar la serie a continuación.
La combinación del sistema de negociación y reclutamiento de demonios con la mecánica tradicional de los juegos de rol se consideró revolucionaria para la época. El escritor de UGO Networks, K. Thor Jensen, citó el juego como el primer uso exitoso de la estética ciberpunk en videojuegos, diciendo que la mezcla de elementos de ciencia ficción y de ocultismo de la serie «crean un mundo verdaderamente único». En un artículo de 2012 sobre juegos influyentes, Kimberley Wallace de Game Informer atribuyó a Digital Devil Story: Megami Tensei el mérito de ser pionero en el sistema de recolección de monstruos, popularizado por la serie Pokémon. En una retrospectiva de 2015 sobre el sucesor del juego de 1992, Shin Megami Tensei, Shaun Musgrave de Touch Arcade destacó la mecánica inusual del juego dentro de su fórmula estandarizada de juego de rol y su ambientación inspirada en la ciencia ficción en contraste con los escenarios de fantasía que dominaban el género en ese momento.

## Legado
Tras el éxito del juego, Atlus decidió crear una secuela, pero en lugar de seguir adaptando el trabajo de Nishitani, crearon una historia original con una narrativa ampliada y una jugabilidad refinada, titulado Digital Devil Story: Megami Tensei II. El juego fue lanzado para Famicom en 1990. Digital Devil Story: Megami Tensei fue el primer juego de la serie Megami Tensei. Atlus finalmente compró los derechos de la franquicia y convirtió la serie en su propiedad intelectual más famosa. Megami Tensei ha sido considerada la tercera serie de juegos de rol más popular en Japón después de Dragon Quest y Final Fantasy. La serie tuvo múltiples subseries y expansiones a otros medios.